# Kasiruta
Kasiruta är en ö i Indonesien.   Den ligger i provinsen Maluku Utara, i den nordöstra delen av landet, 2 300 km öster om huvudstaden Jakarta. Arean är 451 kvadratkilometer.
Terrängen på Kasiruta är kuperad. Öns högsta punkt är 787 meter över havet. Den sträcker sig 31,7 kilometer i nord-sydlig riktning, och 22,6 kilometer i öst-västlig riktning.